# Albert Johan Petersson
Albert Johan Petersson, född 6 februari 1870 i Landskrona, död 19 augusti 1914 i Hardanger, Norge, var en svensk ingenjör. Han var svärson till Otto Nikolaus Witt.
Petersson, vars far var fabrikör, genomgick tekniska högskolan i Zürich 1888–1892, fortsatte att praktisera och idka vetenskapliga studier utomlands, tog 1895 filosofie doktorsgrad i Zürich och arbetade sedan vid tekniska anläggningar och fabriker i Schweiz och Italien. Därunder gjorde Petersson flera värdefulla uppfinningar, bland annat av en elektrisk ugn för framställning av kalciumkarbid.
År 1898–1899 stod han i spetsen för anläggandet av Alby karbidverk i Borgsjö socken i Medelpad, och blev medintressent i dem. Då aktiemajoriteten i Albybolaget 1905 övergick till ett engelskt konsortium följde Petersson detta till Norge, där han på grundval av sina patenterade metoder i Odda i Hardanger anlade ett av världens största karbid- och cyanamid-verk. Han befäste ytterligare sin ställning som en av den norska industrins föregångsmän genom att 1913 inträda som en av ledarna för det mäktiga internationella bolag som samma år fick koncession på att utbygga älven Auras stora kraftreservoarer i industriellt syfte.